# أجيم رمضاني
أجيم رمضاني (بالألبانية: Agim Ramadani‏) هو كاتب ألباني، ولد في 3 مايو 1964 في جيلان في صربيا، وتوفي في 11 أبريل 1999 في Košare, Bosnia and Herzegovina ‏ في البوسنة والهرسك.